# Alfred Cools
Alfred Cools (Antwerpen, 10 november 1861 - aldaar, 7 oktober 1932) was een Belgisch politicus voor de BWP.

## Levensloop
Cools werd beroepshalve boekhouder. Rond 1890 trad hij toe tot de vrijzinnige socialistische vereniging La Libre Pensée in Antwerpen. Hij was een tijdlang secretaris van deze vereniging, die deel uitmaakte van het centraal comité van de Antwerpse afdeling van de Belgische Werkliedenpartij, waarvan Cools een van de leidende figuren werd. In dezelfde periode werd Cools secretaris van de Antwerpse afdeling van de Volksuniversiteit. In 1896 werd hij lid van het bureau van de Ligue socialiste de langue française en hetzelfde jaar was hij medeoprichter van de coöperatieve La Sociale, waarvan hij tot de ontbinding in 1900 de secretaris was. Van 1898 tot 1918 was hij boekhouder bij de samenwerkende maatschappij De Werker, waar hij tevens in de raad van beheer zetelde.
Bij de gemeenteraadsverkiezingen van 1899 werd Alfred Cools verkozen in de gemeenteraad van Antwerpen, de functie van gemeenteraadslid nam hij officieel op in januari 1900. Van 1909 tot 1931 was hij in de stad schepen van Financiën. In laatstgenoemd jaar verliet hij om gezondheidsredenen de Antwerpse gemeentepolitiek, waarna hij tot ereschepen werd benoemd. Cools was tevens lid van het voorlopig comité van het in december 1904 gestichte Volkshuis in Hemiksem en in 1902 was hij een van de initiatiefnemers van de arbeidsbeurzen die door de stad Antwerpen werden uitgereikt. In april 1921 werd Cools eveneens voorzitter van de sociale huisvestingsmaatschappij van de stad Antwerpen.
Cools speelde een bepalende rol in de stakingen in de Haven van Antwerpen in 1902. Vanaf juni 1912 maakte hij deel uit van het administratief comité dat in 1913 een algemene staking organiseerde in de Haven, om de invoering van het algemeen enkelvoudig stemrecht af te dwingen. Tijdens de Eerste Wereldoorlog was hij voorzitter van het Hulp- en Voedingscomité voor de provincie Antwerpen.
In april 1925 werd Cools verkozen tot rechtstreeks gekozen senator voor het arrondissement Antwerpen, hetgeen hij bleef tot in 1929. Vervolgens zetelde hij van juli 1929 tot januari 1932 in de Senaat als provinciaal senator voor de provincie Antwerpen, tot hij in januari 1932 opnieuw rechtstreeks gekozen senator werd ter opvolging van de overleden Pierre Spillemaeckers. Cools bleef deze functie ditmaal uitoefenen tot aan zijn eigen overlijden in oktober 1932.